# Ottensteiner Hochfläche

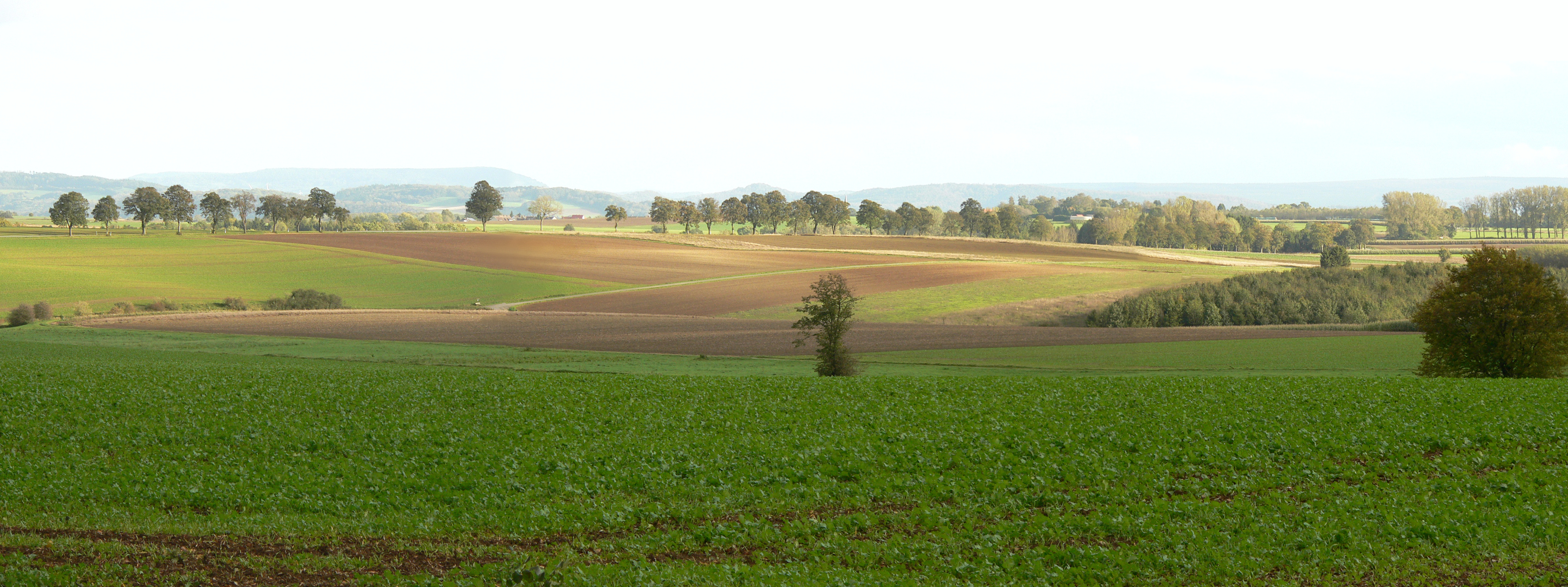
Blick über die Ottensteiner Hochebene, Oktober 2017

Die Ottensteiner Hochfläche (auch: Ottensteiner Hochebene, Ottensteiner Platten) ist eine bis etwa 376 m ü. NN hohe Hochfläche des Pyrmonter Berglands im Weserbergland bei Ottenstein in den Landkreisen Hameln-Pyrmont und Holzminden (Niedersachsen).

## Geographie

### Geographische Lage
Die Ottensteiner Hochfläche liegt im Naturpark Weserbergland Schaumburg-Hameln rund um ihre zentrale und namensgebende Ortschaft Ottenstein zwischen Bodenwerder im Ostnordosten und Bad Pyrmont im Westnordwesten. In der Landschaft befinden sich die Bad Pyrmonter Stadtteile Kleinenberg, Großenberg, Eichenborn, Baarsen und Neersen, der Emmerthaler Gemeindeteil Lüntorf, die Hehlener Gemeindeteile Brökeln und Hohe, der Ottensteiner Gemeindeteil Lichtenhagen sowie die Gemeinde Vahlbruch. Nahe liegen die touristischen Attraktionen Köterberg, etwa im Südsüdwesten, und jenseits der Weser die Rühler Schweiz, etwa im Südosten.
Die größtenteils unbewaldete Hochfläche erhebt sich circa 200 m (250 bis 376 m ü. NN) über das Umland –, dem Wesertal im Osten, und dem Tal des südwestlichen Weser-Nebenflusses Emmer im Nordwesten.

### Erhebungen
Zu den Erhebungen der Ottensteiner Hochfläche, die mehr oder weniger jeweils Ausläufer des Mühlenberges sind, gehören – sortiert nach Höhe in Meter (m) über Normalnull (NN; wenn nicht anders angegeben laut):
- Mühlenberg (ca. 376 m[1]), unbewaldet, südwestlich vom Bad Pyrmonter Stadtteil Eichenborn
- Kölkerberg (276,9 m), unbewaldet, nordöstlich von Ottenstein
- Markberg (271,4 m), unbewaldet, östlich von Ottenstein
- Schiffberg (260,5 m), teils bewaldet, nordnordöstlich vom Hehlener Gemeindeteil Brökeln
- Breitenberg (251 m), teils bewaldet, südöstlich von Ottenstein

## Sonstiges
Landwirtschaft und Windkraftanlagen bestimmen das Landschaftsbild der Ottensteiner Hochfläche. Anfang des Jahres 2004 starteten zwölf Ortsteile die Agrarstrukturelle Entwicklungsplanung (AEP) Ottensteiner Hochebene. Seit 2005 wird alljährlich während des Rapsblütenfests eine Rapsblütenkönigin gewählt, welche die Region repräsentieren soll. In Ottenstein wurde eine Ölmühle zur Gewinnung von Kraftstoff aus Raps gebaut. Zwischen den Orten sind Wanderwege eingerichtet.